# 杉野杏紗
杉野 杏紗（すぎの あずさ、旧姓：渡邉、1990年7月5日 - ）は宮城県出身のサッカー審判員（国際審判員）、元サッカー選手。

## 来歴
小学校時代からサッカーを始める。仙台市立八木山中学校、聖和学園高等学校、山形大学を経て、2013年に当時北海道女子サッカーリーグ所属だったノルディーア北海道に加入。群馬FCホワイトスターに移籍して2018年に現役を引退する。
父親が審判員を務めていたことへの反発心と、選手時代に審判員に対していい思い出がなかったことから「レフリーは絶対にやらない」と言い切っていたが、選手引退後に縁あって審判員としての活動を始める。2020年にサッカー女子1級審判員の資格を取得し、2021年に日本サッカー協会 (JFA) が国際サッカー連盟 (FIFA) に申請した32名（うち女子主審4名）の国際審判員の一人として登録された。
2021年12月16日のJFA理事会で、男子社会人の試合を担当できる1級審判員に認定されたことが報告された。

## 選手歴
- 芦口サッカースポーツ少年団
- ビッキィ・泉・仙台ユース / 仙台市立八木山中学校
- 聖和学園高等学校
- 山形大学
- 2013年-2016年 ノルディーア北海道
- 2017年-2018年 群馬FCホワイトスター